# George Agbazika Innih
George Agbazika Innih (* 1938; † 2002) war ein nigerianischer Politiker und General.
George Agbazika Innih war ein nigerianischer Armeegeneral und Staatsmann. Er war Militärgouverneur der Bundesstaaten Bendel (Juli 1975 – März 1976)  und Kwara (März 1976 – Juli 1978).